# Hipparchia celtica
Hipparchia celtica är en fjärilsart som beskrevs av Varin 1953. Hipparchia celtica ingår i släktet Hipparchia och familjen praktfjärilar. Inga underarter finns listade i Catalogue of Life.